# Alps Hockey League 2025-2026
L'Alps Hockey League 2025-2026 sarà la decima stagione organizzata dall'Alps Hockey League (acronimo AHL), torneo sovranazionale fondato nel 2016 che vede iscritti team italiani, austriaci, sloveni e croati.

## Squadre
Il numero di squadre iscritte è rimasto tredici.
La defezione degli sloveni del Celje per motivi finanziari è stata compensata dal ritorno nel campionato dell'Asiago, estromesso dalla ICE Hockey League nel precedente mese di aprile 2025. Nel mese di gennaio 2025, anche l'Hockey Unterland Cavaliers aveva annunciato la rinuncia a partecipare alla successiva stagione 2025-2026, lamentando costi eccessivi, ma la società di Egna è poi tornata sui suoi passi, confermando la propria presenza.
| Club                       | Paese    | Regione             | Città                | Arena                        | Capacità    | Esordio in AHL |
| -------------------------- | -------- | ------------------- | -------------------- | ---------------------------- | ----------- | -------------- |
| Red Bull Hockey Juniors    | Austria  | Salisburghese       | Salisburgo           | Eisarena Salzburg            | 3.200       | 2016-17        |
| EK Zell am See             | Austria  | Salisburghese       | Zell am See          | Eishalle Zell am See         | 3.200       | 2016-17        |
| EC Kitzbühel               | Austria  | Tirolo              | Kitzbühel            | Sportpark Kapserbrücke       | 1.700       | 2016-17        |
| EHC Bregenzerwald          | Austria  | Vorarlberg          | Dornbirn             | Messestadion Dornbirn        | 4.270       | 2016-17        |
| SG Cortina                 | Italia   | Veneto              | Cortina d'Ampezzo    | Stadio Olimpico del Ghiaccio | 2.700       | 2016-17        |
| HC Merano                  | Italia   | Trentino-Alto Adige | Merano               | MeranArena                   | 3.500       | 2021-22        |
| WSV Sterzing Broncos       | Italia   | Trentino-Alto Adige | Vipiteno             | Weihenstephan Arena          | 1.700 2.500 | 2016-17        |
| Ritten Sport               | Italia   | Trentino-Alto Adige | Collalbo             | Arena Ritten                 | 1.200       | 2016-17        |
| HC Gherdëina               | Italia   | Trentino-Alto Adige | Selva di Val Gardena | Pranives                     | 2.000       | 2016-17        |
| Hockey Unterland Cavaliers | Italia   | Trentino-Alto Adige | Egna                 | WürthArena                   | 1.200       | 2022-23        |
| HC Asiago                  | Italia   | Veneto              | Asiago               | Hodegart                     | 1.891       | 2016-17        |
| HDD Jesenice               | Slovenia | Alta Carniola       | Jesenice             | Športna dvorana Podmežakla   | 5.500       | 2016-17        |
| KHL Sisak                  | Croazia  | Sisak e Moslavina   | Sisak                | Ledena dvorana Zibel         | 1.960       | 2024-25        |

## Formula
La formula è invariata rispetto alla stagione precedente. La regular season si disputerà con un girone di andata e ritorno, cui si aggiungerà un altro girone di andata, per un totale di 36 incontri per ciascuna squadra.
Le prime 5 classificate al termine della prim fase avranno accesso al Master Round e saranno certe della qualificazione ai play-off. Le restanti 8 squadre verranno suddivise in due gironi di Qualification Round da quattro squadre. Tutti e tre i gironi della seconda fase si giocheranno con partite di andata e ritorno.
Avranno accesso ai pre-playoff le prime tre squadre dei due gironi di Qualification Round. Le vincitrici di questi scontri, che saranno disputati al meglio dei tre incontri, raggiungeranno ai play-off le 5 compagini del Master Round. Quarti di finale, semifinali e finale saranno giocati con serie al meglio dei 7 incontri.